# 柴山駅

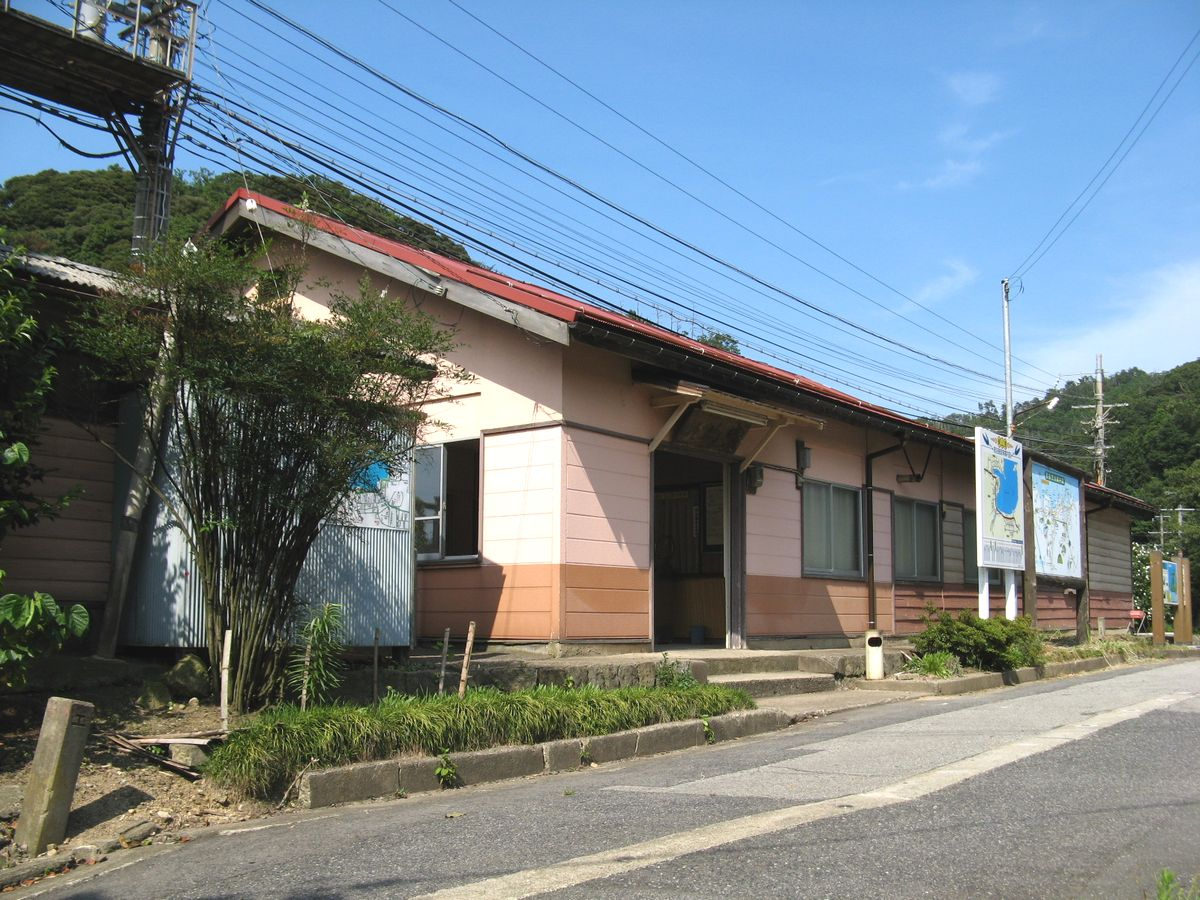
旧駅舎（2007年8月）

柴山駅（しばやまえき）は、兵庫県美方郡香美町香住区浦上字小畑にある西日本旅客鉄道（JR西日本）山陰本線の駅である。

## 概要
通常は普通列車のみ停車するが、松葉蟹の季節に特急「はまかぜ」が臨時停車する場合がある。

## 歴史
戦後直後の食糧難の時代に、柴山港で水揚げされた海産物を京阪神へ出荷する目的で、1946年（昭和21年）に貨物専用線路を引いたことがきっかけとなり、翌1947年（昭和22年）6月に開設された駅である。

### 年表
- 1947年（昭和22年）6月26日：運輸省山陰本線佐津駅 - 香住駅間に新設[2]。一般駅[4]。
- 1965年（昭和40年）10月1日：海側ホーム（1番のりば）を新設[1]。
- 1971年（昭和46年）10月1日：貨物取扱廃止[4]。
- 1984年（昭和59年）2月1日：荷物扱い廃止[4]。
- 1984年（昭和59年）10月1日：無人駅化[5]。
- 1987年（昭和62年）4月1日：国鉄分割民営化に伴い、西日本旅客鉄道（JR西日本）の駅となる[4]。
- 2001年（平成13年）3月3日：海側ホーム（1番のりば）を閉鎖。
- 2018年（平成30年）11月：駅舎解体完了。
- 2020年（令和2年）1月：コンクリート製駅舎使用開始[6]。
- 2022年（令和4年）10月1日：組織改正に伴い、近畿統括本部福知山管理部管轄となる。

## 駅構造
相対式ホーム2面2線を有する地上駅。海側1線（1番ホーム）は使用されておらず棒線構造となっている。線路は現存するが分岐器が撤去された（2012年1月時点）ため、駅舎側ホーム（2番ホーム）のみの1面1線として運用されている。
駅舎（木造）は1946年（昭和21年）に完成したが、2018年（平成30年）秋に解体された。その後、コンクリート製約11㎡の駅舎に建替えられ、2020年（令和2年）1月下旬から使用開始した。なお、トイレは駅舎外にある。
豊岡駅管理の無人駅。自動券売機は無い。

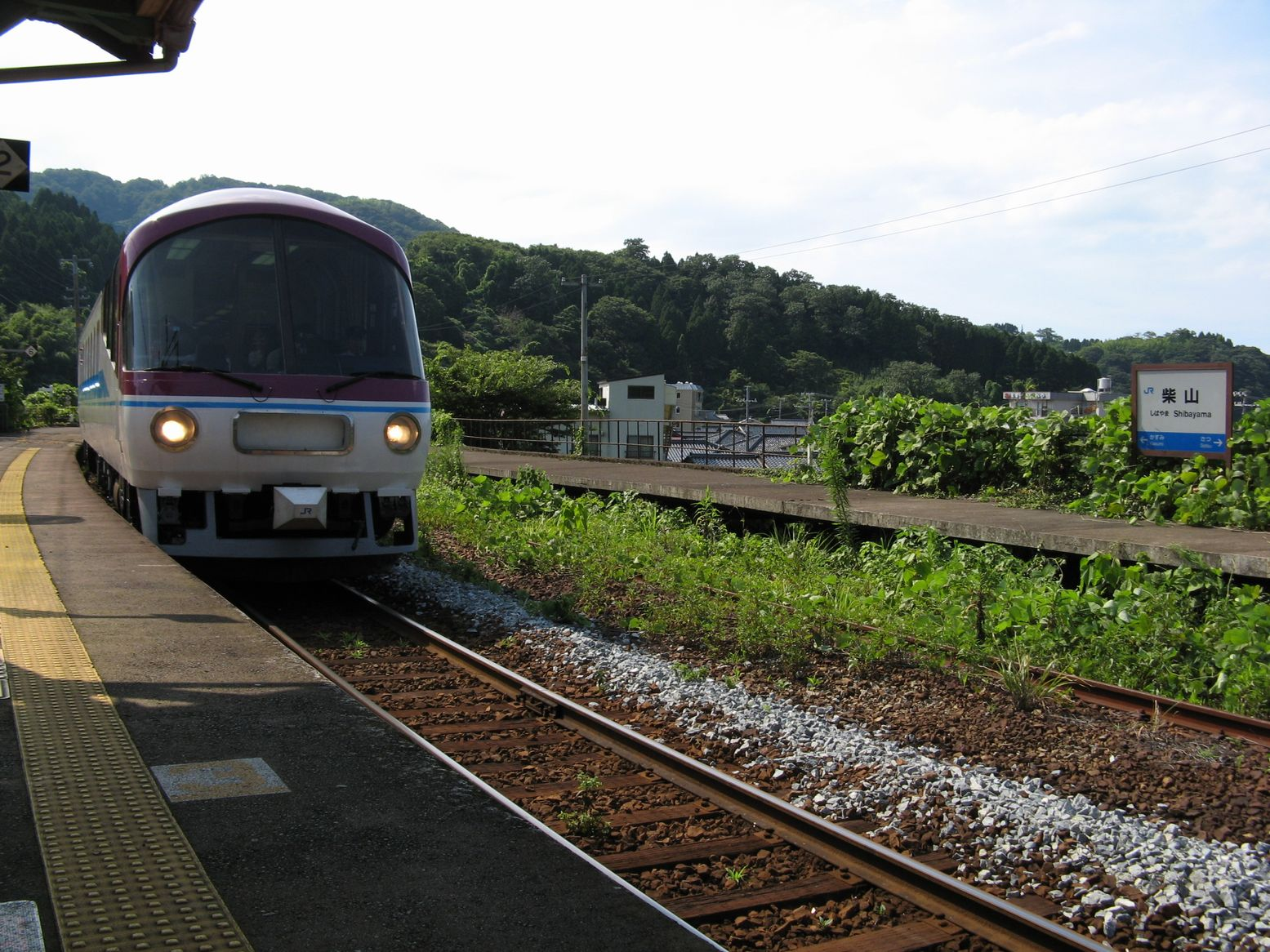
「エーデル」形キハ65が通過（海側ホームは使われていない）

## 利用状況
2023年度の1日平均乗降人員は128人である。
近年の1日平均乗車人員の推移は以下の通り。
| 乗車人員推移 | 乗車人員推移 |
| 年度         | 1日平均人数  |
| ------------ | ------------ |
| 2000         | 149          |
| 2001         | 141          |
| 2002         | 135          |
| 2003         | 130          |
| 2004         | 133          |
| 2005         | 126          |
| 2006         | 114          |
| 2007         | 124          |
| 2008         | 121          |
| 2009         | 123          |
| 2010         | 117          |
| 2011         | 116          |
| 2012         | 120          |
| 2013         | 117          |
| 2014         | 126          |
| 2015         | 110          |
| 2016         | 89           |
| 2020         | 72           |

## 駅周辺
- 柴山港（松葉蟹が水揚げされる港）[1]
- 兵庫県道11号香美久美浜線
- 今子浦
  - 今子浦海水浴場
  - 香美町営国民宿舎「ファミリーイン今子浦」
- 今子千畳敷
- 黄金松
- 柴山温泉

### バス路線
兵庫県道11号香美久美浜線沿いに設置されている「柴山駅前」停留所より、香美町町民バスの路線が発着する。
- 佐津駅・相谷・畑・三川
- 香住駅

## 隣の駅
西日本旅客鉄道（JR西日本）
 山陰本線
佐津駅 - 柴山駅 - 香住駅